# Lost and Found
Lost and Found je třetí studiové album americké heavy metalové skupiny Mudvayne. Skladba „Forget to Remember“ se objevila na soundtracku k filmu Saw 2, skladba „Determined“ byla použita ve hře Need For Speed Underground 2.

## Seznam písní
1. "Determined" – 2:39
2. "Pushing Through" – 3:28
3. "Happy?" – 3:37
4. "IMN" – 5:51
5. "Fall Into Sleep" – 3:51
6. "Rain. Sun. Gone" – 4:35
7. "Choices" – 8:05
8. "Forget to Remember" – 3:35
9. "TV Radio" – 3:26
10. "Just" – 3:00
11. "All That You Are" – 6:11
12. "Pulling The String" – 5:05

## Obsazení
- Chad Gray – Zpěv
- Greg Tribbett – Kytary, zpěv
- Matthew McDonough – Bicí
- Ryan Martinie – Basa
- Dave Fortman – Nahrávání, Produkce, Mix